# Рашфорд-Виллидж (город, Миннесота)
Рашфорд-Виллидж (англ. Rushford Village) — город в округе Филмор, штат Миннесота, США. На площади 87,2 км² (86,5 км² — суша, 0,6 км² — вода), согласно переписи 2002 года, проживают 714 человек. Плотность населения составляет 8,3 чел./км².
- FIPS-код города — 27-56302[1]
- GNIS-идентификатор — 0650418[2]